# TETSUYA KOMURO ARCHIVES
『TETSUYA KOMURO ARCHIVES』（テツヤ・コムロ・アーカイブス）は、2018年6月27日にエイベックスから発売された音楽プロデューサーの小室哲哉が作詞・作曲・編曲・プロデュースを手掛けてきた楽曲100曲を『TETSUYA KOMURO ARCHIVES “T”』と『TETSUYA KOMURO ARCHIVES “K”』の2種類・各CD4枚組（それぞれ50曲）にレーベルを超えて集約させたコンピレーション・アルバム。配信版『TETSUYA KOMURO ARCHIVES T SELECTION』『TETSUYA KOMURO ARCHIVES K SELECTION』『TETSUYA KOMURO ARCHIVES EX』それぞれ20曲も発売された。

## 概要
1980年代後半から1990年代前半・2000年代以降に発売された自身のバンド・TM NETWORK、1990年代より自身がプロデュースを手掛けた小室ファミリー、2000年代・2010年代以降に楽曲提供したさまざまなアーティスト、小室のソロ曲やスペシャルユニット・コラボユニット・他のプロデューサー、ミュージシャンとの共作など、小室哲哉の作詞家・作曲家・編曲家・音楽プロデューサーといった音楽家人生で制作されてきた幅広い各時代の楽曲が収録されている。
『TETSUYA KOMURO ARCHIVES “T”』と『TETSUYA KOMURO ARCHIVES “K”』（通称「T盤」・「K盤」）の2形態で発売されており、『TETSUYA KOMURO ARCHIVES BOX』では「T盤」と「K盤」に加えて、ボーナス・ディスク（「+盤」）が追加されている。CD4枚組・全50曲+CD4枚組・全50曲+CD1枚組・全14曲入。後に『TETSUYA KOMURO ARCHIVES PROFESSIONAL PRODUCTS』で再録。

## TETSUYA KOMURO ARCHIVES “T”
DISC 1
1. 愛しのリナ / Missオレンジ・ショック（1980年7月21日発売）
作詞：進藤潤一郎・西原まい、作曲・編曲：小室哲哉
2. OH! MISTAKE / スピードウェイ（1980年11月5日発売）
作詞：西条俊、作曲：小室哲哉、編曲：スピードウェイ
3. Sweet Planet / 岡田有希子（1985年9月18日発売） 
作詞：三浦徳子、作曲：小室哲哉、編曲：松任谷正隆
4. My Revolution / 渡辺美里（1986年1月22日発売）
作詞：川村真澄、作曲：小室哲哉、編曲：大村雅朗
5. Teenage Walk / 渡辺美里（1986年5月2日発売）
作詞：神沢礼江、作曲：小室哲哉、編曲：大村雅朗
6. JINGI・愛してもらいます / 中山美穂（1986年7月15日発売）
作詞：松本隆、作曲：小室哲哉、編曲：大村雅朗
7. 愛を今信じていたい / 堀ちえみ（1987年3月21日発売）
作詞：秋元康、作曲：小室哲哉、編曲：武部聡志
8. Get Wild / TM NETWORK（1987年4月8日発売）
作詞：小室みつ子、作曲・編曲：小室哲哉
9. Kimono Beat / 松田聖子（1987年5月16日発売）
作詞：松本隆、作曲：小室哲哉、編曲：大村雅朗
10. 50/50 / 中山美穂（1987年7月7日発売）
作詞：田口俊、作曲：小室哲哉、編曲：船山基紀
11. 悲しいね / 渡辺美里（1987年12月9日発売）
作詞：渡辺美里、作曲・編曲：小室哲哉
12. BEYOND THE TIME (メビウスの宇宙を越えて) / TM NETWORK（1988年3月5日発売）
作詞：小室みつ子、作曲・編曲：小室哲哉
13. Good Morning-Call / 小泉今日子（1988年3月9日発売）
作詞：小泉今日子、作曲：小室哲哉、編曲：清水信之

DISC 2
1. Body Feels EXIT / 安室奈美恵（1995年10月25日発売）
作詞・作曲・編曲：小室哲哉
2. VOLTEX OF LOVE / 坂本龍一×小室哲哉（1995年11月15日発売）
作曲・編曲：坂本龍一・小室哲哉
3. DEPARTURES (RADIO EDIT) / globe（1996年1月1日発売）
作詞・作曲・編曲：小室哲哉
4. I'm proud (Radio Edit) / 華原朋美（1996年3月6日発売）
作詞・作曲・編曲：小室哲哉
5. Don't wanna cry / 安室奈美恵（1996年3月13日発売）
作詞：小室哲哉・前田たかひろ、作曲・編曲：小室哲哉
6. Baby baby baby / dos（1996年3月21日発売）
作詞：小室哲哉・前田たかひろ、作曲・編曲：小室哲哉
7. FRIENDSHIP / H Jungle With t（1996年4月24日発売）
作詞・作曲・編曲：小室哲哉
8. In the future / hitomi（1996年5月22日発売）
作詞：hitomi・小室哲哉、作曲・編曲：小室哲哉
9. LOVE BRACE / 華原朋美（1996年7月22日発売）
作詞・作曲・編曲：小室哲哉
10. by myself (STRAIGHT RUN) / hitomi（1996年8月7日発売）
作詞：hitomi、作曲・編曲：小室哲哉
11. Close to the night / 大賀埜々（1996年9月18日発売）
作詞：小室哲哉、作曲：木根尚登、編曲：小室哲哉
12. Can't Stop Fallin' in Love (STRAIGHT RUN) / globe（1996年10月30日発売）
作詞：小室哲哉・MARC、作曲・編曲：小室哲哉
13. Mystery of Sound (Original Mix) / 円谷憂子（1996年12月4日発売）
作詞：MARC、作曲・編曲：小室哲哉

DISC 3
1. YOU ARE THE ONE / TK PRESENTS こねっと（1997年1月1日発売）
作詞：小室哲哉・MARC・DJ KOO・hitomi、作曲・編曲：小室哲哉
2. CAN YOU CELEBRATE? / 安室奈美恵（1997年2月19日発売）
作詞・作曲・編曲：小室哲哉
3. deep GRIND (STRAIGHT RUN) / taeco（1997年4月16日発売）
作詞：MARC、作曲：小室哲哉、編曲：小室哲哉・久保こーじ
4. SPEED TK RE-MIX / 小室哲哉（1997年8月8日発売）
作曲：Mark Mancina、編曲：小室哲哉
5. love the island / 鈴木あみ（1998年7月1日発売）
作詞：小室哲哉・MARC、作曲・編曲：小室哲哉
6. ふわふわ ふるる / tohko（1998年7月15日発売）
作詞：小室哲哉・MARC、作曲・編曲：小室哲哉
7. 海とあなたの物語 / 未来玲可（1998年11月4日発売）
作詞：小室哲哉・MARC、作曲・編曲：小室哲哉
8. Girls, be ambitious! (Straight Run) / TRUE KiSS DESTiNATiON（1999年5月12日発売）
作詞・作曲・編曲：小室哲哉
9. 笑顔が見える場所 〜I WANNA GO〜 / AN-J（1999年5月19日発売）
作詞・作曲：小室哲哉、編曲：河辺健宏
10. BE TOGETHER 〈ORIGINAL MIX〉 / 鈴木あみ（1999年7月14日発売）
作詞：小室みつ子、作曲・編曲：小室哲哉
11. GET INTO YOU SUDDENLY / BALANCe（2000年10月12日発売）
作詞：小室みつ子、作曲・編曲：小室哲哉
12. a song is born / 浜崎あゆみ & KEIKO（2001年12月12日発売）
作詞：浜崎あゆみ、作曲・編曲：小室哲哉

DISC 4
1. THX A LOT (Album Version) / a-nation's party（2011年5月4日発売）
作詞：小室みつ子、作曲・編曲：小室哲哉[注釈 1]
2. Charge & Go! / AAA（2011年11月16日発売）
作詞：Kenn Kato・日高光啓、作曲：小室哲哉、編曲：ArmySlick
3. I am / TM NETWORK（2012年4月25日発売）
作詞・作曲・編曲：小室哲哉
4. You & Me / 浜崎あゆみ（2012年8月8日発売）
作詞：浜崎あゆみ、作曲：小室哲哉、編曲：tasuku
5. Celebration 〜Music Ribbon ver.〜 / SUPER☆GiRLS（2013年1月5日発売）
作詞・作曲：小室哲哉、編曲：鈴木Daichi秀行
6. The Generation feat. Zeebra, DABO, SIMON / 小室哲哉（2013年3月6日発売）
作詞：Zeebra・DABO・SIMON、作曲：小室哲哉、編曲：Nick Wood・Big Al Mawdsley・小室哲哉
7. 22世紀への架け橋 / 小室哲哉 vs ヒャダイン（2013年12月4日発売）
作詞・作曲・編曲：小室哲哉・前山田健一
8. EDM TOKYO 2014 feat. KOJI TAMAKI / 小室哲哉（2014年4月2日発売）
作詞・作曲：玉置浩二・小室哲哉、編曲：小室哲哉
9. DISCOVERY / DiVA（2014年10月8日発売）
作詞・作曲・編曲：小室哲哉
10. Throw your laptop on the fire feat. 小室哲哉 / tofubeats（2015年9月16日発売）
作曲：小室哲哉・tofubeats、編曲：tofubeats
11. #RUN / 小室哲哉 feat. 神田沙也加 (TRUSTRICK) & tofubeats（2015年12月23日発売）
作詞・作曲：小室哲哉、編曲：tofubeats
12. futuristic / Dream5（2016年2月24日発売）
作詞・作曲：小室哲哉、編曲：渡辺徹

## TETSUYA KOMURO ARCHIVES “K”
DISC 1
1. SEVEN DAYS WAR / TM NETWORK（1988年7月21日発売）
作詞：小室みつ子、作曲・編曲：小室哲哉
2. ドリームラッシュ / 宮沢りえ（1989年9月15日発売）
作詞：川村真澄、作曲・編曲：小室哲哉
3. RUNNING TO HORIZON / 小室哲哉（1989年10月28日発売）
作詞：小室みつ子、作曲・編曲：小室哲哉
4. 夢みてTRY / 田中美奈子（1990年5月9日発売）
作詞・作曲・編曲：小室哲哉
5. 空を飛べる子供たち 〜Never end of the earth〜 / 郷ひろみ（1990年6月1日発売）
作詞：秋元康、作曲・編曲：小室哲哉
6. 永遠と名づけてデイドリーム / 小室哲哉（1991年12月12日発売）
作詞：坂元裕二、作曲・編曲：小室哲哉
7. TOO SHY SHY BOY! / 観月ありさ（1992年5月27日発売）
作詞・作曲：小室哲哉、編曲：小室哲哉・久保こーじ
8. EZ DO DANCE (7″ MIX) / TRF（1993年6月21日発売）
作詞・作曲・編曲：小室哲哉
9. 国境に近い愛の歌 / 牧瀬里穂（1993年9月17日発売）
作詞：秋元康、作曲：小室哲哉、編曲：久保こーじ
10. 愛撫 / 中森明菜（1994年3月24日発売）
作詞：松本隆、作曲・編曲：小室哲哉
11. survival dAnce 〜no no cry more〜 (original single chart mix) / TRF（1994年5月25日発売）
作詞・作曲・編曲：小室哲哉
12. BOY MEETS GIRL (RADIO ON AIR MIX) / TRF（1994年6月22日発売）
作詞・作曲・編曲：小室哲哉
13. 恋しさと せつなさと 心強さと / 篠原涼子 with t.komuro（1994年7月21日発売）
作詞・作曲・編曲：小室哲哉

DISC 2
1. もっと もっと… / 篠原涼子 with t.komuro（1995年2月8日発売）
作詞・作曲：小室哲哉、編曲：小室哲哉・久保こーじ
2. Overnight Sensation 〜時代はあなたに委ねてる〜 (Original Mix) / TRF（1995年3月8日発売）
作詞・作曲：小室哲哉、編曲：小室哲哉・久保こーじ
3. WOW WAR TONIGHT 〜時には起こせよムーヴメント “2 Million Mix” / H Jungle With t（1995年3月15日発売）
作詞・作曲：小室哲哉、編曲：小室哲哉・久保こーじ
4. CANDY GIRL (ORIGINAL MIX) / hitomi（1995年4月21日発売）
作詞：hitomi、作曲：小室哲哉、編曲：小室哲哉・久保こーじ
5. Only You (Original Mix) / 内田有紀（1995年4月21日発売）
作詞・作曲・編曲：小室哲哉
6. 炎のミーティング / GEISHA GIRLS（1995年5月19日発売）
作詞：高須光聖・坂本龍一・Ken&Sho、作曲：小室哲哉・坂本龍一、編曲：T.Mori
7. 恋をするたびに傷つきやすく… / 翠玲（1995年7月19日発売）
作詞：秋元康、作曲：小室哲哉、編曲：小室哲哉・久保こーじ
8. GOING GOING HOME “Original Mix” / H Jungle With t（1995年7月19日発売）
作詞・作曲：小室哲哉、編曲：小室哲哉・久保こーじ
9. GO TO THE TOP (ORIGINAL MIX) / hitomi（1995年7月26日発売）
作詞：hitomi、作曲：小室哲哉、編曲：小室哲哉・久保こーじ
10. Lady Generation (Original Mix) / 篠原涼子（1995年8月2日発売）
作詞・作曲・編曲：小室哲哉
11. Feel Like dance (ORIGINAL MIX) / globe（1995年8月9日発売）
作詞・作曲・編曲：小室哲哉
12. Prime High / H.A.N.D.（1995年9月27日発売）
作詞：NISHI-Pee、作曲・編曲：小室哲哉
13. I BELIEVE (RADIO EDIT) / 華原朋美（1995年10月11日発売）
作詞・作曲・編曲：小室哲哉

DISC 3
1. the meaning of peace / 倖田來未 & BoA（2001年12月19日発売）
作詞・作曲・編曲：小室哲哉
2. again / 伴都美子（2002年1月23日発売）
作詞：伴都美子、作曲・編曲：小室哲哉
3. in case of me / 持田香織（2002年1月23日発売）
作詞・作曲・編曲：小室哲哉
4. DO OVER AGAIN / HΛLNA（2002年1月23日発売）
作詞：HΛLNA、作曲・編曲：小室哲哉
5. Many Classic Moments (Original Mix) / globe（2002年2月6日発売）
作詞：小室哲哉・MARC、作曲・編曲：小室哲哉
6. 幸せの表現 〜featuring Joanne / GABALL（2003年8月6日発売）
作詞・作曲・編曲：小室哲哉
7. 逢いたい理由 / AAA（2010年5月5日発売）
作詞：森月キャス、Rap詞：日高光啓、作曲：小室哲哉、編曲：齋藤真也
8. 眠らないラブソング / 森進一（2010年6月16日発売）
作詞・作曲・編曲：小室哲哉
9. Evidence of Luv / 超新星（2010年7月21日発売）
作詞：松井五郎・Kanata Okajima、作曲：小室哲哉、編曲：鈴木ヒロト
10. 花束 / 北乃きい（2010年8月11日発売）
作詞・作曲：小室哲哉、編曲：南俊介
11. crossroad / 浜崎あゆみ（2010年9月22日発売）
作詞：浜崎あゆみ、作曲・編曲：小室哲哉
12. Vienna feat. Miu Sakamoto & KREVA / 小室哲哉（2011年5月4日発売）
作詞：小室哲哉・KREVA、作曲・編曲：小室哲哉

DISC 4
1. 約束の丘 / X21（2016年3月30日発売）
作詞・作曲・編曲：小室哲哉
2. Have Dreams! / Tetsuya Komuro × Tsunku♂ feat. May J.（2016年4月15日発売）
作詞：つんく、作曲：小室哲哉、編曲：平田祥一郎
3. earth / BiSH（2016年5月4日発売）
作詞：JxSxK、作曲：小室哲哉、編曲：SCRAMBLES
4. Lovely Day / Def Will（2016年7月2日発売）
作詞：小室哲哉・MONNA(Def Will)、Rap詞：Zeebra、作曲：小室哲哉、編曲：小室哲哉・鈴木大輔
5. POSITIVE STRESS / 大森靖子（2016年10月26日発売）
作詞：大森靖子、作曲：小室哲哉、編曲：大久保薫
6. WOW WAR TONIGHT 〜時には起こせよムーヴメント girls ver. / AOA（2016年11月30日発売）
作詞・作曲：小室哲哉、編曲：ats-
7. YouTubeテーマソング -Tetsuya Komuro Rearrange- / HIKAKIN & SEIKIN（2017年2月17日発売）
作詞・作曲：SEIKIN、編曲：小室哲哉
8. DAYBREAK INTERLUDE / TRIGGER（2017年9月20日発売）
作詞：結城アイラ、作曲：小室哲哉、編曲：中土智博
9. Be The One / PANDORA feat. Beverly（2018年1月24日発売）
作詞・作曲・編曲：小室哲哉・浅倉大介
10. 風よ吹け! / LaLuce（2018年4月18日発売）
作詞・作曲：小室哲哉、編曲：TK SONG MAFIA
11. MY HISTORY / 梅田彩佳（2018年6月27日発売）
作詞・作曲：小室哲哉、編曲：TK SONG MAFIA
12. Guardian / TETSUYA KOMURO feat. Beverly（2018年6月27日発売）
作詞・作曲・編曲：小室哲哉、Orhcestra Arrangement：Randy Waldman

## TETSUYA KOMURO ARCHIVES +
1. GET WILD '89 / TM NETWORK（1989年4月15日発売）
作詞：小室みつ子、作曲：小室哲哉、Production by Pete Hammond
2. ムーンライト ダンス / 渡辺美里（1989年6月1日発売）
作詞：渡辺美里、作曲・編曲：小室哲哉
3. NO TITLIST / 宮沢りえ（1990年2月15日発売）
作詞：川村真澄、作曲・編曲：小室哲哉
4. キスは少年を浪費する / 東京パフォーマンスドール（1993年5月21日発売）
作詞：売野雅勇、作曲・編曲：小室哲哉
5. Love Train / TMN（1991年5月22日発売）
作詞・作曲・編曲：小室哲哉
6. BELIEVE / 渡辺美里（1986年10月22日発売）
作詞：渡辺美里、作曲：小室哲哉、編曲：大村雅朗
7. discovery (Original Mix) / 宇都宮隆（1996年11月25日発売）
作詞：小室哲哉・前田たかひろ、作曲・編曲：小室哲哉
8. 50/50 / 小室哲哉（1992年10月21日発売）
作詞：田口俊、作曲：小室哲哉、編曲：T.C.D Hits
9. against the wind / 甲斐よしひろ（1999年5月26日発売）※初商品化音源[注釈 2]
作詞・作曲・編曲：小室哲哉
10. AFRiCA (Original) / TRUE KiSS DESTiNATiON（1999年4月7日発売）
作詞：デヴィッド・ペイチ、作曲：ジェフ・ポーカロ、編曲：小室哲哉
11. Self Control (方舟に曳かれて) / TM NETWORK（1987年2月1日発売）
作詞：小室みつ子、作曲・編曲：小室哲哉
12. alone in my room / 鈴木あみ（1998年9月17日発売）
作詞：小室哲哉・MARC、作曲・編曲：小室哲哉
13. take a deep breath / 白竜（1999年11月25日発売）
作詞・作曲・編曲：小室哲哉
14. Missing You / Backstreet Boys（1997年8月1日発売）
作詞・作曲・編曲：小室哲哉・SKINNER JOLYON WARD

## 配信版
2019年4月10日に『TETSUYA KOMURO ARCHIVES T SELECTION』・『TETSUYA KOMURO ARCHIVES K SELECTION』・『TETSUYA KOMURO ARCHIVES EX』の3形態で配信が開始された。
各形態にはそれぞれ20曲ずつ収録されており、「T SELECTION」と「K SELECTION」はCD盤からの抜粋、「EX」はCD版には入っていない配信限定の内容となっている。なおCD盤とは異なり、配信版に収録されている楽曲はエイベックス作品のみである。

### TETSUYA KOMURO ARCHIVES T SELECTION
1. survival dAnce 〜no no cry more〜 / TRF
2. DEPARTURES (RADIO EDIT) / globe
3. FRIENDSHIP (Original Mix) / H Jungle With t
4. In the future / hitomi
5. Close to the night (Straight Run) / 大賀埜々
6. deep GRIND (STRAIGHT RUN) / taeco
7. 笑顔が見える場所 〜I WANNA GO〜 / AN-J
8. GET INTO YOU SUDDENLY (Straight Run) / BALANCe
9. a song is born / 浜崎あゆみ & KEIKO
10. THX A LOT / a-nation's party
11. Charge & Go! / AAA
12. I am / TM NETWORK
13. You & Me / 浜崎あゆみ
14. Celebration / SUPER☆GiRLS
15. The Generation feat. Zeebra, DABO, SIMON / 小室哲哉
16. 22世紀への架け橋 / 小室哲哉 vs ヒャダイン
17. EDM TOKYO 2014 feat. KOJI TAMAKI / 小室哲哉
18. DISCOVERY / DIVA
19. #RUN / 小室哲哉 feat. 神田沙也加 (TRUSTRICK) & tofubeats
20. futuristic / Dream5

### TETSUYA KOMURO ARCHIVES K SELECTION
1. EZ DO DANCE (7″ MIX) / TRF
2. WOW WAR TONIGHT 〜時には起こせよムーヴメント〜 (TWO MILLION MIX) / H Jungle With t
3. CANDY GIRL (ORIGINAL MIX) / hitomi
4. 恋をするたびに傷つきやすく… / 翠玲
5. Feel Like dance (ORIGINAL MIX) / globe
6. the meaning of peace (original mix) / 倖田來未 & BoA
7. again / 伴都美子
8. in case of me / 持田香織
9. DO OVER AGAIN / HΛLNA
10. 逢いたい理由 / AAA
11. 花束 / 北乃きい
12. crossroad (Original Mix) / 浜崎あゆみ
13. Vienna feat. Miu Sakamoto & KREVA / 小室哲哉
14. 約束の丘 / X21
15. Have Dreams! / Tetsuya Komuro × Tsunku♂ feat. May J.
16. earth / BiSH
17. Lovely Day / Def Will
18. POSITIVE STRESS / 大森靖子
19. Be The One / PANDORA feat. Beverly
20. Guardian / TETSUYA KOMURO feat. Beverly

### TETSUYA KOMURO ARCHIVES EX
1. GOING 2 DANCE / TRF（1993年2月25日発売）
作詞：小室哲哉・YU-KI、作曲・編曲：小室哲哉
2. Let's Play Winter / hitomi（1994年11月25日発売）
作詞：hitomi、作曲：小室哲哉、編曲：小室哲哉・久保こーじ
3. RESCUE ME 〜奪回愛恋〜 / EUROGROOVE feat. 翠玲（1995年2月8日発売）
作詞：小室哲哉・翠玲、作曲：小室哲哉、編曲：久保こーじ
4. GOING GOING HOME / H Jungle With t（1995年7月19日発売）
作詞・作曲：小室哲哉、編曲：小室哲哉・久保こーじ
5. dragons' dance (STRAIGHT RUN) / YU-KI（1997年6月25日発売）
作詞：小室哲哉・MARC、作曲・編曲：小室哲哉
6. winter comes around again / globe（1998年末[注釈 3]）
作詞：小室哲哉・MARC、作曲・編曲：小室哲哉
7. break new ground / 佐々木主浩（2000年3月1日発売）
作詞：前田たかひろ、作曲・編曲：小室哲哉
8. HUMANRACE / KEIKO（2003年12月10日発売）
作詞・作曲・編曲：小室哲哉
9. 負けない心 / AAA（2010年8月18日発売）
作詞：Kenn Kato、Rap詞：日高光啓、作曲：小室哲哉、編曲：ats-
10. Love song (Original Mix) / 浜崎あゆみ（2010年12月22日発売）
作詞：浜崎あゆみ、作曲：小室哲哉、編曲：中野雄太
11. Be with you / SUPER☆GiRLS（2010年12月22日発売）
作詞・作曲：小室哲哉、編曲：齋藤真也
12. Don't need to say good bye[注釈 4] / 鈴木亜美（2011年12月7日発売）
作詞：鈴木あみ・小室哲哉・小室みつ子、作曲：小室哲哉、編曲：久保こーじ
13. 恋愛ティーチャー恋心 / Purple Days（2012年2月15日発売）
作詞：吉田ワタル、作曲：小室哲哉、編曲：鈴木雅也・Purple Days
14. 29 Tonight / Sowelu（2012年5月30日発売）
作詞：Lily、作曲：小室哲哉、編曲：BOND×Masahiko Fukui
15. Rolling Life / JOKER（2012年10月10日発売）
作詞：小室哲哉・leonn、作曲：小室哲哉、編曲：日比野裕史
16. GROWING (Original) / 壱岐尾彩花（2012年11月15日発売）
作詞・作曲・編曲：小室哲哉
17. Because of U / TRF（2013年2月25日発売）
作詞・作曲・編曲：小室哲哉
18. LOUD (Original Mix) / TM NETWORK（2014年4月22日発売）
作詞・作曲・編曲：小室哲哉
19. Believe in myself / DIVA（2014年10月8日発売）
作詞・作曲：小室哲哉、編曲：ats-
20. あなたという明日 / Def Will（2017年3月14日発売）
作詞・作曲：小室哲哉・MONNA、Rap詞：LETY・Zeebra、編曲：渡辺徹